# Tue Thomsen
Tue Bjørn Thomsen (* 21. Dezember 1972 in Aasiaat, Grönland; † 23. April 2006 in Kopenhagen) war ein dänischer Boxer.

## Amateurkarriere
Als Amateurboxer wurde er 1996 Dänischer Meister im Halbschwergewicht und 1997 Dänischer Meister im Schwergewicht. Beim 17. Internationalen Kopenhagen Cup 1996, gewann er nach Siegen gegen Ion Voica und Steffen Nielsen die Goldmedaille im Halbschwergewicht. Bei der Qualifikation für die Europameisterschaft 1997, besiegte er den Franzosen Henere Tahiata und den Ungar Zoltán Kiss, verlor jedoch knapp nach Punkten gegen den Russen Sergey Volodin und den Deutschen Maik Hanke (Vize-Weltmeister 2000).
Bei der 9. Weltmeisterschaft in Budapest 1997, gewann er die Bronzemedaille im Schwergewicht. Er besiegte dabei Esmir Kukić aus Bosnien, Wolodymyr Lasebnyk (Vize-Europameister 1998) aus der Ukraine und Wojciech Bartnik (3. Platz Olympische Spiele 1993) aus Polen, ehe er im Halbfinale gegen den dreifachen Olympiasieger und fünffachen Weltmeister Félix Savón aus Kuba verlor.

## Profikarriere
Er wechselte noch 1997 ins Profilager und wurde vom legendären „Team Palle“ gemanagt, dessen Chefpromoter Mogens Palle 2008 in die International Boxing Hall of Fame aufgenommen wurde. Während seiner Profikarriere boxte Thomsen ausschließlich in Dänemark.
Am 4. September 1998 besiegte er den WM-Herausforderer der WBA Damon Reed (23 Siege – 2 Niederlagen) einstimmig nach Punkten. Am 6. November 1998 folgte ein einstimmiger Punktesieg gegen den ehemaligen WBA-, IBF- und WBC-Weltmeister Iran Barkley.
Am 19. März 1999 siegte er nach Punkten gegen den Dominikanischen Meister Marcial Vinicio. Am 18. Juni 1999 gewann er durch Punktesieg gegen Mark Hulstrom, den Dänischen Meistertitel im Schwergewicht. Am 26. November 1999 siegte er einstimmig nach Punkten gegen den späteren Südamerikanischen Meister Pedro Daniel Franco.
Am 18. Februar 2000 besiegte er den Mexikanischen Meister und zweifachen WM-Herausforderer Mike Sedillo durch K. o. in der vierten Runde. In seinem nächsten Kampf am 31. März, gewann er nach Punkten gegen den ehemaligen WBA-Weltmeister Nate Miller und sicherte sich damit den Weltmeistertitel der International Boxing Council (IBC) im Cruisergewicht.
Fast zwei Monate später erlitt er gegen den Südafrikanischen Meister Jacob Mofokeng eine K. o.-Niederlage in der vierten Runde, die eine elfmonatige Ringpause nach sich zog. Nach Aufbausiegen gegen Curtis McDorman (5-2) und Bradley Rone (7-29), siegte er am 21. September 2001 einstimmig nach Punkten gegen den mehrfachen Titelträger Rob Calloway (39-3).
Seinen letzten Profikampf bestritt er am 25. Oktober 2002 in Esbjerg gegen den Brasilianer Carlos Eduardo Balduino de Melo; aufgrund einer unabsichtlich durch de Melo bei Thomsen verursachten Cutverletzung wurde der Kampf bereits in der ersten Runde abgebrochen und als technisches Unentschieden gewertet.

## Tod
In der Nacht zum 23. April 2006 wurde Tue Thomsen vor einem Lokal im Zentrum von Kopenhagen bei einem Streit erstochen. Der Täter wurde wenige Monate später wegen Totschlags zu 12 Jahren Freiheitsstrafe verurteilt.